# Hauge Reef
Hauge Reef är ett rev i Sydgeorgien och Sydsandwichöarna (Storbritannien). Det ligger 6 km utanför Sydgeorgiens kust. Det finns inga samhällen i närheten.